# Cameron Hughes
Cameron Hughes (22 juli 1972) is een Australisch voormalig wielrenner.

## Belangrijkste overwinningen
2005
- 1e etappe Ronde van El Salvador
- Eindklassement Ronde van El Salvador

## Ploegen
- 2002-Giant-Global MTB Team
- 2002-Giant Asia Racing Team
- 2003-Schroeder Iron Pro Cycling
- 2004-Subway-Express
- 2005-Subway
- 2008-Team Budget Forklifts
- 2009-Team Budget Forklifts

Anderson · Bourke · England · Hughes · Jennings · Ladd · Manion · Milostic · Roselund · Rudolph · Turner · Windsor
Anderson · Bourke · England · Hughes · Irwyn · Jennings · Ladd · Lang · Manion · Roselund · Rudolph · Stevenson · Turner · Windsor